# Servicios bibliotecarios de la Universidad de Los Andes
Los Servicios Bibliotecarios de la Universidad de Los Andes (SERBIULA) es el nombre de la dependencia de la Universidad de Los Andes (ULA) encargada de coordinar y dirigir las bibliotecas de esta institución en sus tareas de depósito, acopio, preservación y difusión del patrimonio bibliográfico. SERBIULA no tiene una ubicación única ya que la Universidad tiene la particularidad de estar dispersa en varios campus y Extensiones alrededor del país, pero principalmente a lo largo y ancho de la ciudad de Mérida. Su Coordinación General está ubicada en el Edificio Administrativo de la Universidad de Los Andes, y sus distintos servicios se encuentran en las Facultades, Núcleos y Extensiones de ésta.

## Historia
La historia de SERBIULA, como dependencia de la Universidad de Los Andes, es de data contemporánea. Sin embargo, debido a la antigüedad de volúmenes que contuvo, y a la ininterrumpida trayectoria dentro de la institución que la alberga, su historia remonta a finales del siglo XVIII como la humilde biblioteca del entonces Seminario de San Buenaventura de Mérida.

### La Biblioteca del Seminario
La creación del mencionado Seminario data de 1785, como una Casa de Estudios eclesiástica que unos años después se conocería como el Real Colegio Seminario de San Buenaventura de Mérida. Su biblioteca contempló desde antiguos volúmenes traídos por los curas doctrineros, conquistadores y colonizadores de siglos anteriores, hasta aquellos existentes en los conventos de jesuitas, dominicos y agustinos de la época. La biblioteca original contó con la donación de volúmenes de las bibliotecas del primer obispo de Mérida, el Ilustrísimo Señor Fray Juan Ramos de Lora, fundador del Seminario, así como con las colaboraciones de otros sacerdotes y subsiguientes obispos.
El cabildeo para obtener la Real Cédula de Universidad empezó antes del advenimiento del siguiente siglo. En un proceso muy expedito para la época, dicha Cédula fue emitida en 1806, pero no fue sino hasta cuatro años más tarde que se pudo formalizar la vigencia del mencionado documento. En consecuencia, el Seminario se elevó al rango de Universidad en 1810, bajo el nuevo nombre de Real Universidad de San Buenaventura de los Caballeros de Mérida, en los últimos años de autoridad de la Monarquía Española sobre la hasta entonces colonia.
La historia de la biblioteca permaneció relativamente bajo la sombra de su institución regente durante el transcurso de gran parte del siglo XIX. Los nuevos tiempos vinieron tras la revisión jurídica por parte del gobierno venezolano sobre una nueva ley de organización de la educación superior y científica en Venezuela, que decretó el 24 de septiembre de 1883 el cambio de nombre al de Universidad de Los Andes. La biblioteca seguiría a la institución en sus necesidades conforme a su crecimiento y evolución.

### La creación de la Biblioteca de la Universidad
Durante el rectorado del doctor Caracciolo Parra se ordena, mediante un decreto de fecha 1.º de agosto de 1888:
- La creación de la Biblioteca de la Universidad y su organización de manera sistematizada, a la que se entre otros se añadieron los mil cuatrocientos treinta y seis volúmenes antiguos, distribuidos en las materias de: derecho canónico, derecho civil, medicina, filosofía, historia y literatura.
- La ubicación de dicha biblioteca en un local adecuado para su funcionamiento.
- La designación doctor Juan Nepomuceno Monsant, uno de los más fieles servidores de la universidad y quien fuera más tarde su Rector, como Bibliotecario Interino.
- La reparación de los libros deteriorados.
- La obligación a todos los que se habían graduado en la Universidad a donar una obra de reconocida utilidad.

Finalmente la biblioteca se inaugura y abre al público el 27 de octubre de 1889. Para el 31 de diciembre de 1894 la biblioteca contaba con 1.436 títulos y 1.725 volúmenes; y para el año 1901 aquella cifra había aumentado a 2.120 y 2.580 respectivamente.

### Surgimiento de la Biblioteca Central
A comienzos del siglo XX la Biblioteca de la Universidad se conoce con el nombre de Biblioteca Central, teniendo entre sus funciones la organización de las bibliotecas de las diferentes facultades a medida que se fueron creando, así como la formación del personal que trabajaría en ellas.  La adquisición de nuevos materiales y equipos para las distintas bibliotecas se gestionaba a través de la Biblioteca Central, pero el presupuesto para su administración y funcionamiento dependía directamente de las facultades en las que éstas se ubicaban.

### Nacimiento de SERBIULA
En 1977 se materializó el primer elemento del devenir de esta institución, tras la creación de la Biblioteca Integrada de Economía, Ciencias e Ingeniería — BIECI (renombrada BIACI en 1999). Posteriormente, el 14 de febrero de 1980 se presenta ante el Consejo Universitario el proyecto “Propuesta para el Funcionamiento de los Servicios Bibliotecarios de la Universidad de los Andes" — SerBiULA. Sus objetivos consistieron en integrar los servicios existentes, además de establecer y dirigir coordinadamente el nuevo Sistema Bibliotecario bajo una filosofía de descentralización coordinada, así como el de tener un mejor aprovechamiento de las colecciones y de los recursos humanos, presupuestarios y técnicos. Este proyecto se aprueba en Consejo Universitario el 6 de marzo del mismo año.

### Automatización de las bibliotecas de SERBIULA
La automatización de las bibliotecas comienza con la creación de la BIECI y de su Departamento de Informática. Este último ha tenido por propósito:

[...] imprimir mayor dinamismo y fluidez en aquellos procesos que inciden en la búsqueda de información y el tiempo que el usuario invierte en ésta, así como en los procesos administrativos internos. El fin de lo expuesto es otorgarle a la Biblioteca un carácter moderno, funcional, dinámico y novedoso [...]

 El proceso de automatización se inició con la implantación sucesiva de los siguientes sistemas:
- Sistema de control de préstamos.
- Sistema de catálogo de publicaciones periódicas y de control de proveedores.
- Sistema de catalogación y recuperación de información (uso del formato MARC).

SERBIULA emprende y desarrolla así los proyectos que fueron el inicio y la base definitiva de la progresiva y constante introducción y actualización de las tecnologías de información y comunicación (TIC) en los Servicios Bibliotecarios. Estos son:
- Los sistemas automatizados de Edición y Catalogación de documentos (EDICLA), el Sistema Automatizado de Recuperación de Información (SARI), y el Sistema de Préstamos de la Universidad de Los Andes (SPULA).
- La instalación de lo que serían las 14 redes locales de SERBIULA (instaladas entre 1977 y 1978).
- La incorporación masiva de información a la base de datos informática (1994).
- La incorporación de servicios de indización automática basada en conocimiento.

De estos proyectos surgió el Sistema de Información y Documentación de la ULA (SIDULA), un sistema integrado de gestión de bibliotecas diseñado en principio para ser instalado y utilizado en la Universidad de Los Andes. Originalmente fue concebido para manejar la adquisición, catalogación y préstamo de forma físicamente centralizada. Ulteriormente evolucionó, aprovechando las bondades de la red de datos de la ULA, en un sistema fundamentado en el concepto de cliente-servidor.
Para el año 2005 se instala en la biblioteca de FACES directora en su momento Lcda. Iris Arévalo, el módulo de préstamo del Gestor de Biblioteca LIBRUM en su versión 2.0 en la administración de la coordinadora en su momento de la geógrafa Liris Gómez de Cárdenas, que luego se agregarían los módulos de procesos técnicos y OPAC, para ser el sistema de biblioteca que mantenemos hasta la actualidad, sus desarrolladores Ing. Henry Gavidia Rivas (ULA) y Wilmer Rolando Mendoza Briceño (ULA), quienes desarrollaron sistema bajo la filosofía de software libre, lo donan sin níngún interés sino de solo aportar un software que actualizaría a la red de bibliotecas de la Universidad de Los Andes a los nuevos tiempos. Con la administración del sistema LIBRUM, las diferentes bibliotecas se encuentran interconectadas para un mejor servicio a nuestros distinguidos usuarios.

### Siglo XXI
SERBIULA se encuentra a cargo del desarrollo de los proyectos de Servicios de Información Electrónica (SIE), entre los que destacan el renovado servicio de Estantería Abierta y la actual Biblioteca Digital. El objetivo ulterior es evidentemente el de facilitar y agilizar los servicios que suplen las diferentes demandas de información de los usuarios.
La Biblioteca Digital de la ULA, bajo dependencia de SERBIULA, se creó en el 2003, con el fin de gestionar la incorporación, actualización y mantenimiento de los servicios electrónicos de biblioteca, entre los que básicamente está la difusión del acervo histórico, cultural, audiovisual, científico, y académico de la Universidad.
En el 2006 la ULA fue la primera institución a nivel nacional (y junto con otras tres a nivel latinoamericano) en suscribir la Declaración de Berlín del 10 de octubre de 2003 sobre Acceso Libre al Conocimiento en las Ciencias y Humanidades.  Al estar este proyecto enmarcado en la difusión electrónica de la información, le correspondió a la Biblioteca Digital de SERBIULA abanderarse de la tarea por parte de la institución.
En el marco de la difusión electrónica del conocimiento, los proyectos en curso y mantenimiento a cargo de la Biblioteca Digital de SERBIULA son:
- El repositorio de Tesis y Disertaciones de pregrado y postgrado (TEDE).
- El Índice de Revistas Venezolanas de Ciencia y Tecnología (REVENCYT).
- La coordinación y dirección para la página WEB capítulo Venezuela para la Red de Revistas Científicas de América Latina, el Caribe, España y Portugal (Redalyc).
- La coordinación técnica de la Biblioteca Digital Académica Venezolana (BDAV), en conjunto otras universidades nacionales y la Asociación Nacional de Directores de Bibliotecas, Redes y Servicios de Información del Sector Académico, Universitario y de Investigación Archivado el 28 de mayo de 2010 en Wayback Machine. (ANABISAI).

En junio de 2008 se llevó a cabo el evento “REVENCYT-Redalyc, Taller bi-nacional de Editores de Revistas Científicas Venezolanas”, como un esfuerzo para integrar aún más editores nacionales al Índice de Revistas REVENCYT. Se dieron a conocer sus nuevas propuestas; y también se expuso el proyecto de la página WEB de Redalyc para Venezuela.
En noviembre de 2009 SERBIULA organizó la 3.ª Conferencia Internacional de Biblioteca Digital y Educación a Distancia (III CIBIDED).
En jayo 2010 se lanzó oficialmente la página web de la Biblioteca Digital Académica Venezolana (BDAV).
En junio de 2010 se realizó la Jornada SERBIULA, en donde se lanzó la nueva página web de SERBIULA, así como las cuentas institucionales de Facebook y Twitter.

## Bibliotecas de la Universidad de Los Andes
En la ciudad de Mérida
- Sala de Lectura de Arte Charles Dávila
- Biblioteca Integrada de Ingeniería, Arquitectura y Ciencias - BIACI María Eugenia Chaves
  - Centro de Referencia del Área de Ciencias y Tecnología Archivado el 25 de julio de 2011 en Wayback Machine.
  - Hemeroteca de Arquitectura
  - Salón Aquiles Nazoa
- Biblioteca Central Tulio Febres Cordero
- Biblioteca del CIDIAT Dr. Carlos Grassi
- Biblioteca de Ciencias Jurídicas, Políticas y Criminológicas Miguel Pisani Crespo
- Biblioteca de Ciencias Económicas y Sociales
- Biblioteca de Farmacia Ismael Valero Balza
- Biblioteca de Ciencias Forestales y Ambientales Antonio José Uzcátegui Burguera
- Biblioteca de Geografía Luis Fernando Chaves
- Biblioteca del Instituto Autónomo Hospital Universitario de Los Andes - IAHULA
- Biblioteca de Humanidades y Educación Gonzalo Rincón Gutiérrez
  - Biblioteca de Idiomas Modernos Mary Castañeda
  - Centro de Referencia del Área de Ciencias Sociales Archivado el 25 de julio de 2011 en Wayback Machine.
- Biblioteca de Medicina Br. Domingo Salazar Rojas
  - Centro de Referencia del Área de Ciencias de la Salud Archivado el 25 de julio de 2011 en Wayback Machine.
- Biblioteca de Odontología Jacob Calanche

En los otros Núcleos
- Biblioteca del Núcleo Táchira "Dr. Pedro Rincón Gutiérrez" Luis Beltrán Pietro Figueroa
- Biblioteca de Pregrado del Núcleo Trujillo "Rafael Rangel" Aquiles Nazoa
- Biblioteca de Postgrado del Núcleo Trujillo "Rafael Rangel" José Vicente Scorza
- Sala de Lectura del Núcleo El Vigía "Alberto Adriani" Peter Inglessis

En las Extensiones de Medicina